# بيرني ماي
بيرني ماي (بالإنجليزية: Bernie May)‏ هو سياسي بريطاني، ولد في 6 يوليو 1941 في المملكة المتحدة. حزبياً، نشط في Manx Labour Party ‏.